# Acquaviva
Acquaviva (wł. Castello di Acquaviva) – jeden z 9 zamków w San Marino. W 2012 roku liczył 2048 mieszkańców.
Swoją nazwę zawdzięcza ważnemu źródłu u stóp Góry Montecerreto, pokrytej lasem sosnowym. Na górze tej wznosił się stary dwór Stirvano, gdzie został spisany werdykt Feretrano (Placito Feretrano) w roku 885. Legenda głosi, iż pierwszym schronieniem Św. Marino była grota w urwisku skalnym o nazwie Baldasserona.
Na jej terytorium znajduje się tor wyścigowy dla profesjonalnych zawodników motocrossu. W dolinie nad brzegami rzeki San Marino znajduje się centrum przemysłowe Gualdicciolo.